# Pseudomonas putida
Pseudomonas putida — вид протеобактерій родини Pseudomonadaceae.

## Опис
Грам-негативна, паличкоподібна, сапротрофна бактерія. Живе у ґрунті. Бактерія може розчиняти деякі складні органічні сполуки, як толуол, нафтален, а полістирол перетворює у полігідроксиалканоат, що легко розчиняється у природі. Тому, у перспективі, бактерія може бути використаною для утилізації хімічних відходів.
Різновид P. putida, який називається «мультиплазмідним вуглеводнево-деградуючим Pseudomonas», є першим запатентованим організмом у світі. Оскільки він є живим організмом, патент був оскаржений у Верховному суді Сполучених Штатів у справі «Даймонд проти Чакрабарті», яку виграв винахідник Ананда Моган Чакрабарті.